# Вогель, Кейт
Кейт Элизабет Вогель (англ. Kate Elizabeth Voegele — произносится, как voʊɡəl; 8 декабря 1986, Бей-Виллидж, Огайо, США) — американская певица и актриса. На данный момент заключён контракт со студией Interscope Records. Наибольшую известность получила благодаря исполнению роли девушки-певицы Мии Каталано в сериале «Холм одного дерева».

## Биография
Вогель родилась в Кливленде в пригороде Бей-Виллидж в штате Огайо. Мать Кейт-ирландка. Помимо ирландской крови, в Кейт ещё течёт английская, шотландская, французская, немецкая и итальянская кровь. Вогель училась в университете Майами в Оксфорде, штат Огайо, изучая искусство и психологию, но оставила колледж, чтобы заняться карьерой.

## Карьера

### Don’t Look Away
В 2007 году Кейт выпускает первый сингл с её дебютного альбома «Only Fooling Myself». Тогда же она получает роль Мии Каталано в сериале «Холм одного дерева» — значительная часть песен Кейт звучит саундтреком шоу.

### A Fine Mess
В 2008 Вогель начинает работу над песнями для второго альбома, и к концу года она заключает контракт с «Interscope Records». Кроме того, девушка записывает кавер-версию знаменитой песни «When You Wish Upon A Star» для официального сборника «DisneyMania, Vol.6».
Второй альбом Кейт, «A Fine Mess», поступает в продажу 18 мая 2009 года.

### Gravity Happens
2 апреля 2011 года Кейт сообщает, что её следующий альбом официально поступит в продажу 17 апреля этого года. Вогель выступает на разогреве у певицы Наташи Бэдингфилд на некоторых концертах её тура «Less Is More». Кроме того, она несколько раз появляется в гостевой роли Мии в новых эпизодах сериала «Холм одного дерева» и «Жизнь непредсказуема».

## Дискография

### Студийные альбомы
| 2007                   | Don’t Look Away - Лейбл: MySpace/Interscope Records      | 27 | 7 | 5 | 6 | 99 |
| 2009                   | A Fine Mess - Лейбл: MySpace/Interscope Records          | 10 | — | 4 | — | 8  |
| 2011                   | Gravity Happens - Лейбл: ATO Records                     | 53 | 8 | — | — | 33 |
| 2016                   | Canyonlands - 28 октября 2016 - Лейбл: Communikate, Inc. |    |   |   |   |    |
| «—» (не попали в чарт) |                                                          |    |   |   |   |    |

### Мини-альбомы
- 2003: The Other Side
- 2005: Louder Than Words
- 2010: iTunes Session

### Синглы
| Year | Songs                            | Chart positions | Chart positions | Chart positions | Chart positions | Chart positions | Chart positions  | Chart positions  | Album           |
| Year | Songs                            | US Hot 100      | US Pop 100      | US Digital      | US Adult T40    | UK              | Canadian Hot 100 | Canadian Digital | Album           |
| ---- | -------------------------------- | --------------- | --------------- | --------------- | --------------- | --------------- | ---------------- | ---------------- | --------------- |
| 2008 | «Only Fooling Myself»            | —               | —               | —               | 37              | —               | —                | —                | Don’t Look Away |
| 2008 | «Hallelujah» (UK)                | 68              | 43              | 28              | —               | 53              | —                | —                | Don’t Look Away |
| 2008 | «You Can’t Break a Broken Heart» | —               | —               | —               | —               | —               | —                | —                | Don’t Look Away |
| 2009 | «Manhattan From The Sky»         | 112             | —               | 95              | —               | —               | —                | —                | A Fine Mess     |
| 2009 | «99 Times»                       | 108             | —               | 93              | 22              | —               | 58               | 27               | A Fine Mess     |
| 2011 | «Heart In Chains»                | —               | —               | —               | —               | —               | —                | —                | Gravity Happens |